# Sinta Nuriyah
Sinta Nuriyah Wahid (també Sinta Wahid; 8 de març de 1948) és la vídua de l'antic president indonèsia Abdurrahman Wahid. Va ser primera dama d'Indonèsia des de 1999 fins a 2001.
Sinta va néixer a la Regència de Jombang el 1948, sent la filla gran d'una família amb 18 fills. Va assistir a un internat islàmic, on, als 13 anys, es va enamorar de Wahid, qui era professor. Després que el seu pare, un cal·lígraf professional, es va negar a aprovar el matrimoni, Wahid, el pare del qual era el líder de Nahdlatul Ulama, va marxar a estudiar a l'estranger. Quan Wahid va proposar novament a Bagdad, Sinta va acceptar, casant-se amb ell tres anys abans de tornar a Indonèsia en una cerimònia on l'avi de Wahid va actuar com a apoderat. Després que Wahid tornés el 1971, Sinta va acabar una llicenciatura en dret de la Xaria. Va ajudar a mantenir els seus quatre fills fent i venent caramels.
L'any 1992, Sinta va patir un accident de cotxe que la va deixar paralitzada de cintura per avall. Va passar un any de teràpia física abans que pogués moure els braços. Després va acabar el seu grau d'estudis de dones a la Universitat d'Indonèsia.
Des de la destitució del seu marit, Sinta ha estat una defensora oberta de l'islam moderat. Ha perseguit la tradició de celebrar àpats interreligiosos durant el Ramadà. Ha elogiat la valentia del governador Basuki Tjahaja Purnama i ha criticat la poligàmia com a injusta. Després que fos amenaçada pels extremistes, la milícia Banser es va mobilitzar per protegir-la. Va ser inclosa a la llista TIME 100 com una de les persones més influents el 2018.